# Alsókismartonhegy
Alsókismartonhegy (németül: Unterberg-Eisenstadt, horvátul Železno Dolni Brig) Kismarton településrésze Ausztriában, Burgenland tartományban.

## Története
A települést 1671-ben az Esterházy család által itt letelepített zsidók alapították. Mivel szinte kizárólag zsidók lakták a helyiek „Kis Jeruzsálemnek” is nevezték. Egy 1690-es rendelkezés évi adó és alkalmi ajándékok fejében az itt élő zsidóknak autonómiát biztosított. A település legbefolyásosabb személyisége a bécsi udvar főintézője Samson Wertheimer főrabbi volt, aki I. Lipót, I. József és III. Károly alatt 1694-től 1709-ig irányította az udvar és az Esterházyak gazdasági ügyeit. Az ő nevéhez fűződik a kismartoni zsidó negyed újjáépítése. Zsinagógát, fürdőt, iskolát, tanítóképzőt építtetett. 1696-ban Esterházy Pál herceg a család 20 évi szolgálatáért kastéllyal ajándékozta meg. Wertheimer a kastélyt átalakítva magánzsinagógát létesített benne, mely abban az időben Wetheimer-iskolaként volt ismert. 1795-ben a települést súlyos tűzvész pusztította el. A zsinagóga újjáépítése egészen 1832-ig húzódott, amikor a zsidó közösség már 908 főt számlált. 1784-ben Ausztria egyik leggazdagabb borkereskedő családja, a Wolfok telepedtek le itt. 1875-ben megvásárolták a Wertheimer-kastélyt is. Wolf Sándor 40 év alatt 26 ezer darabos gazdag gyűjteményt halmozott fel zsidó művészeti alkotásokból és házában zsidó múzeumot rendezett be.
1910-ben Alsókismartonhegynek 348, túlnyomórészt német anyanyelvű (268 fő) lakosa volt. A trianoni békeszerződésig Sopron vármegye Kismartoni járásához tartozott. 1938-ban Kismartonhoz csatolták. Amikor a nácik bevonultak Ausztriába, megszűnt a zsidó közösség 250 éves önrendelkezési joga. 1938. november 9-én lerombolták a zsinagógát. A 441 kismartoni zsidóból 245 élte túl a háborút. 1982-ben az ősi Wertheimer-Wolf kastélyban nyílt meg a Zsidó Múzeum.

## Nevezetességei
- Itt található a Burgenlandi Tartományi Múzeum.

## Külső hivatkozások
- Alsókismartonhegy történetéből (angolul)
- Az Osztrák Zsidó Múzeum honlapja (németül)